# راميان
راميان (بالفارسية: رامیان) هي مدينة تقع في إيران في قسم. يقدر عدد سكانها بـ 11,719 نسمة .